# Municipio de White River (Míchigan)
El municipio de White River (en inglés: White River Township) es un municipio ubicado en el condado de Muskegon en el estado estadounidense de Míchigan. En el año 2010 tenía una población de 1335 habitantes y una densidad poblacional de 32,39 personas por km².

## Geografía
El municipio de White River se encuentra ubicado en las coordenadas 43°26′16″N 86°25′27″O / 43.43778, -86.42417. Según la Oficina del Censo de los Estados Unidos, el municipio tiene una superficie total de 41.22 km², de la cual 40,7 km² corresponden a tierra firme y (1,26 %) 0,52 km² es agua.

## Demografía
Según el censo de 2010, había 1335 personas residiendo en el municipio de White River. La densidad de población era de 32,39 hab./km². De los 1335 habitantes, el municipio de White River estaba compuesto por el 95,51 % blancos, el 0,9 % eran afroamericanos, el 0,9 % eran amerindios, el 0,97 % eran de otras razas y el 1,72 % eran de una mezcla de razas. Del total de la población el 2,77 % eran hispanos o latinos de cualquier raza.